# Ira Hanford
Ira G. "Babe" Hanford, född 24 februari 1918 i Fairbury i Nebraska i USA, död 21 november 2009 i Ocala i Florida i USA, var en amerikansk galopptränare och jockey. Han red den vinnande hästen Bold Venture i 1936 års upplaga av Kentucky Derby.

## Karriär
Hanfords karriär avbröts av fyra års armétjänst hos USA:s armé under andra världskriget. Hanford dog i cancer den 21 november 2009 i Ocala, Florida vid 91 års ålder. Han var bror till Hall of Fame-tränaren, Carl Hanford, som bland annat tränade Kelso. 